# عمل عسكري حركي

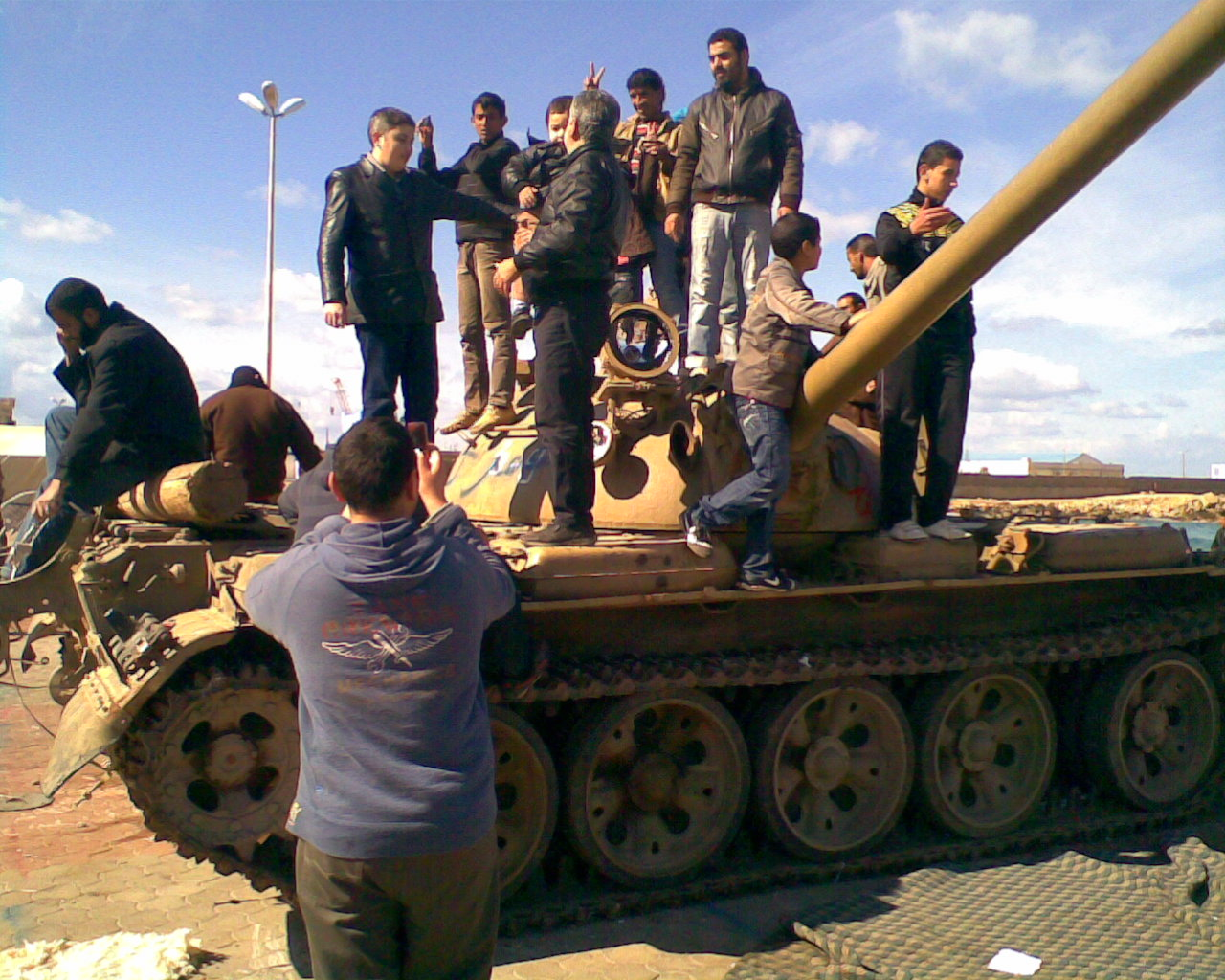
مجموعة من الأشخاص يعتلون دبابة في بنغازي، ليبيا، 23 فبراير 2011

العمل العسكري الحركي هو عبارة عن تعبير حسن يُستخدم للإشارة إلى مفهوم العمل العسكري.
وقد تم استخدام مصطلح «حركي» ليكون تعبيرًا حسنًا للإشارة إلى العمل العسكري الذي ورد في كتاب بوش في الحرب (Bush at War) (2002) للكاتب بوب ودورد.

كذلك، استخدم أحد المساعدين بالبيت الأبيض ويُدعى بن رودس مصطلح «العمل العسكري الحركي» لوصف الأعمال العسكرية التي قامت بها الولايات المتحدة في ليبيا:
وقد لاحظت وسائل الإعلام الإخبارية استخدام هذا المصطلح: «العمل العسكري الحركي لا يزال غطاءً للجحيم»، و«لا مزيد من الأعمال العسكرية الحركية».